# Poste de pilotage
Ne doit pas être confondu avec Habitacle (marine).
« Cockpit » redirige ici. Pour les autres significations, voir Cockpit (homonymie).

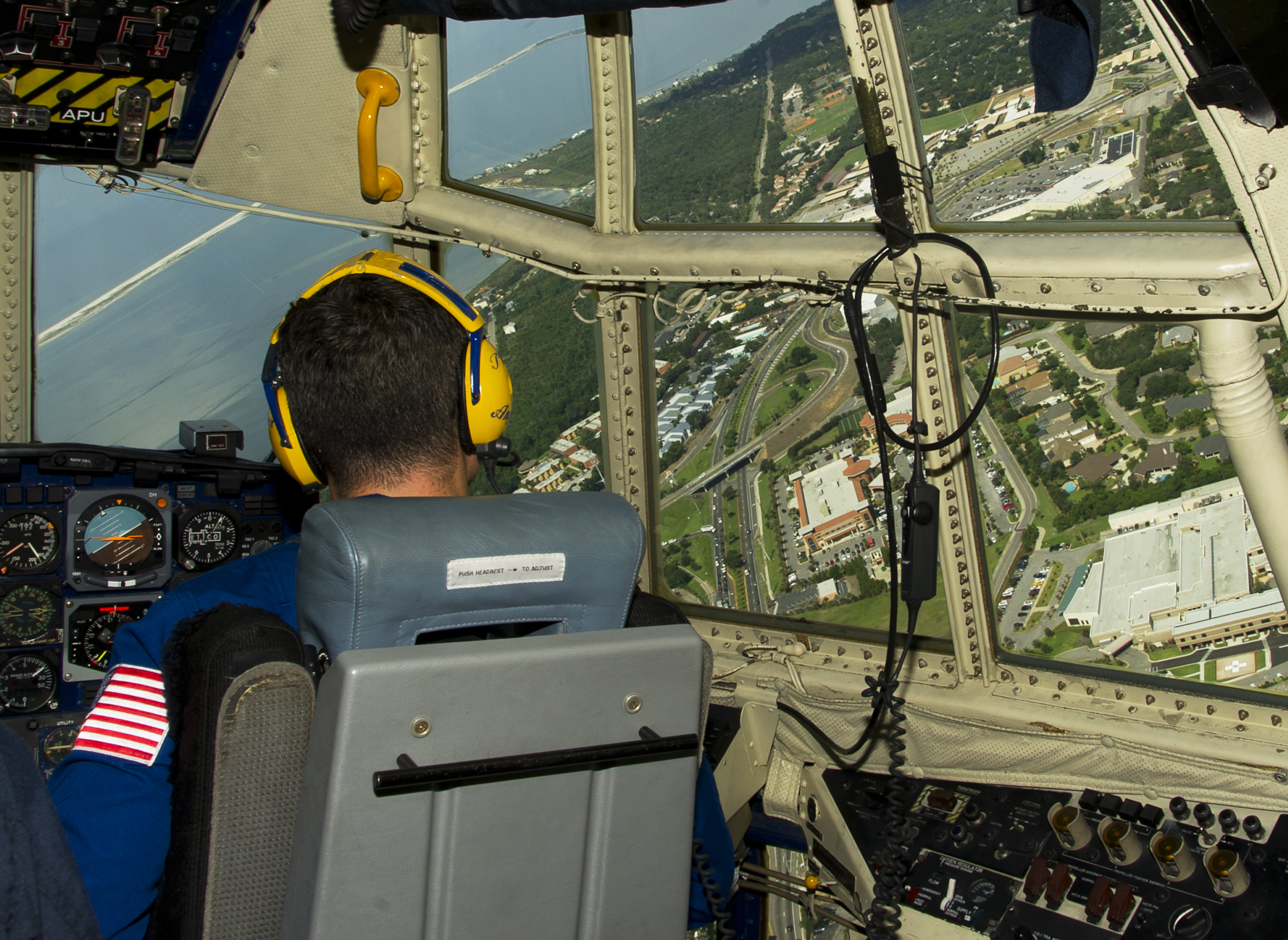
Poste de pilotage d'un Lockheed C-130 Hercules, en vol.

Dans un avion ou un simulateur de vol, le poste de pilotage est l'espace qui contient toutes les commandes et les instruments nécessaires au pilotage de l'appareil, et est occupé par le pilote, le copilote et, parfois, le mécanicien de bord. Il est aussi appelé cabine de pilotage.  

## Cockpit
Le poste de pilotage est également désigné par le nom cockpit. Apparu en anglais dans les années 1580, ce terme désigne d'abord « un espace (pit) pour les combats de coqs (cocks) ». En 1706, il est utilisé pour un compartiment d'un navires, puis celui d'un avion  (1914) et d'une voiture (années 1930). À partir d'environ 1935, cockpit est, en anglais, un terme informel pour le siège du conducteur d'une voiture, en particulier de haute performance, et c'est la terminologie officielle en Formule 1.

## Constituants
Le cockpit contient tous les instruments de bord et l’avionique. De nos jours, la planche de bord tout écran remplace les indicateurs à aiguille ou à Led. 
Il existe une norme pour les interfaces graphiques : ARINC 661. Les avions militaires peuvent disposer d’un affichage tête haute, voire d’un viseur de casque.

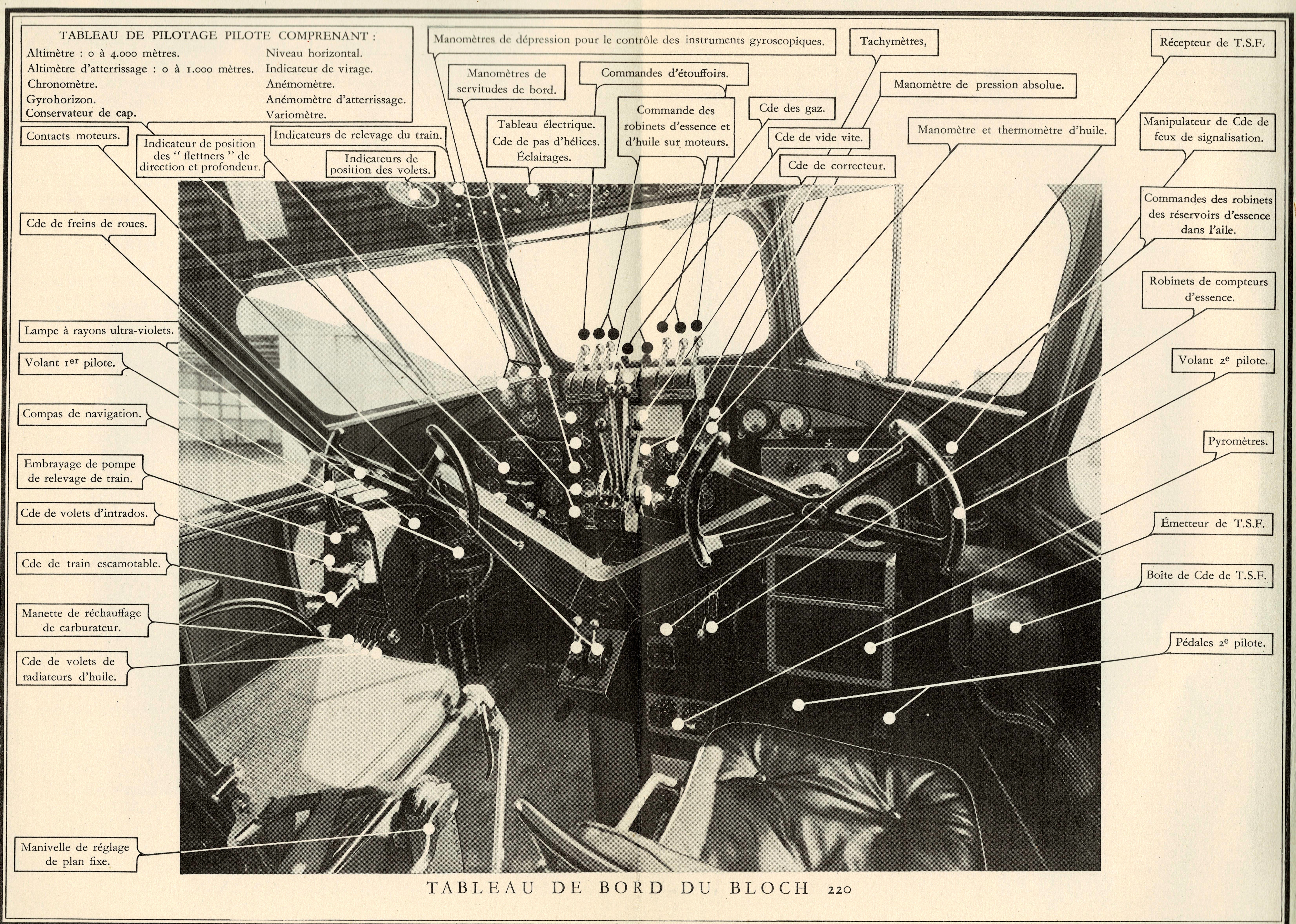
Bloch 220 (1939)
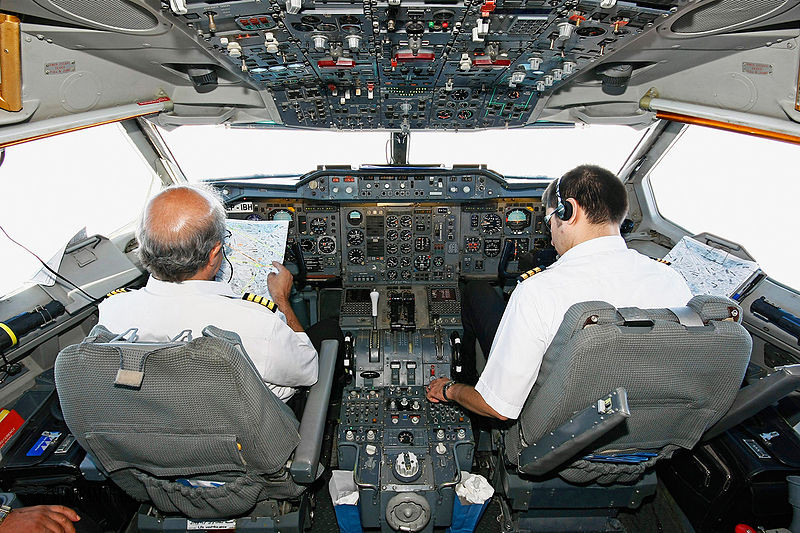
Airbus A300 (1970)
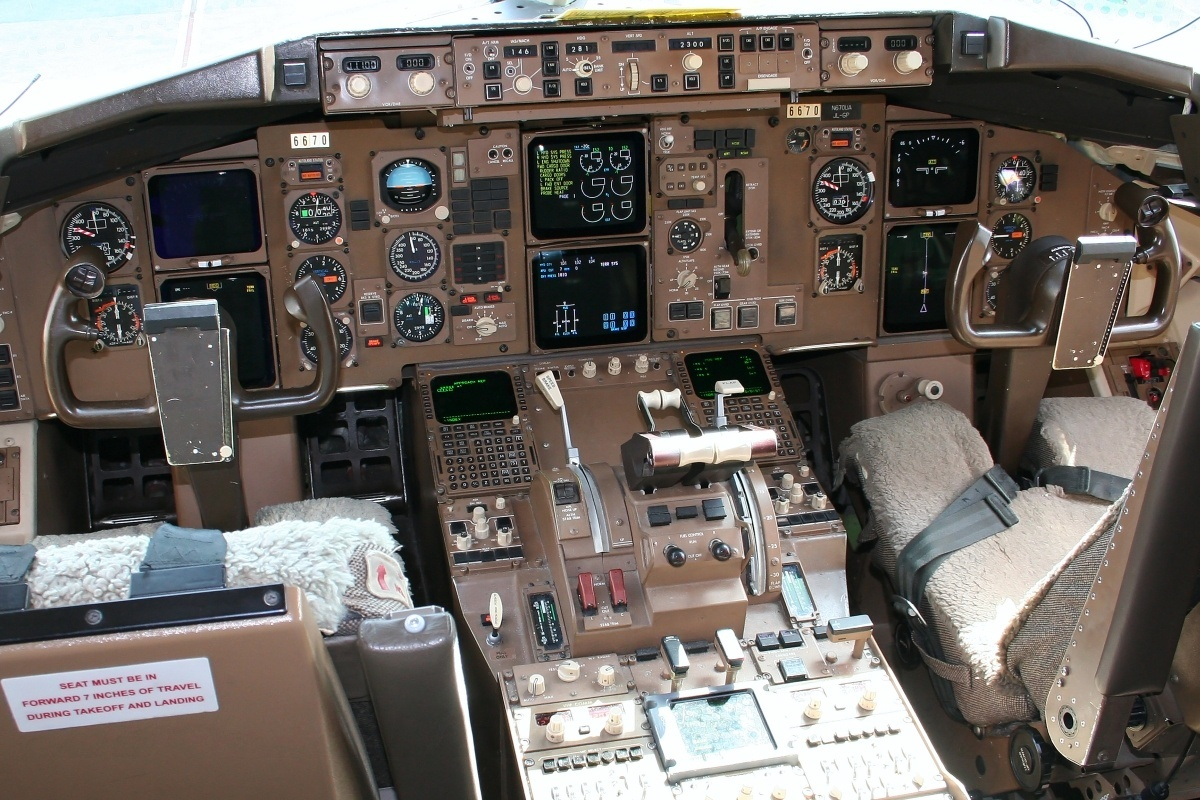
Boeing 767-300 (1995)
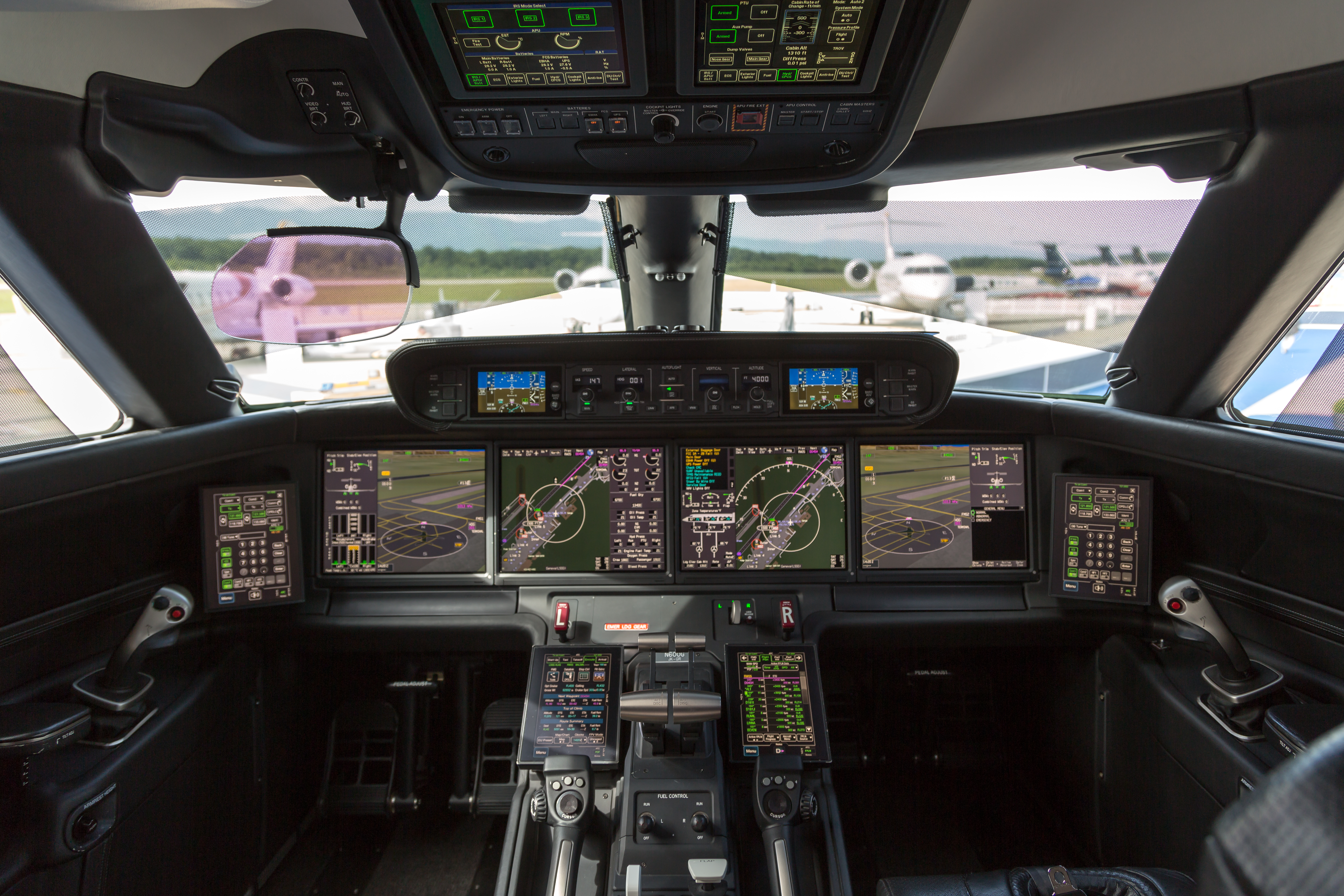
Gulfstream G600 (2014)

Les commandes de pilotage (manche ou minimanche, compensateurs, manette des gaz ou de poussée, palonnier, manette d'aérofreins, manette de volets, commande du train d'atterrissage, commandes de pompes, vannes d'équilibrage et transferts carburant, vidange…) permettent d’agir sur les gouvernes, les moteurs, et les systèmes de l’appareil. Les avions militaires disposent de commandes supplémentaires dites « mains sur manche et manette ».
Les avions militaires peuvent disposer d’un siège éjectable.

## Structure
Le cockpit se trouve généralement à l'avant du fuselage. 

### Avions militaires
Le cockpit est situé sous une verrière, afin que le pilote ait un champ visuel important.

### Avions de ligne
Sa position permet au pilote d'avoir une vue dégagée sur l'avant de l'appareil, mais aussi vers le bas pendant les atterrissages et le roulage au sol. Sur la plupart des avions de ligne, une cloison percée d'une porte sépare le poste de pilotage de la cabine. 
Depuis les attentats du 11 septembre 2001, des mesures supplémentaires ont été prises par les principales compagnies aériennes pour sécuriser l'accès au cockpit (porte blindée, code de déverrouillage pour ouvrir la porte de l'extérieur, etc.) et empêcher d'éventuels terroristes de pénétrer dans le poste de pilotage. En 2015, ce genre de porte a cependant interdit toute possibilité de sauver le vol 9525 Germanwings.

### Avion léger
Le cockpit d'un avion léger (ou de loisir) est bien souvent confondu avec le reste de la cabine. Il dispose des instruments et des commandes de vol nécessaires au pilotage en vol à vue (VFR) et parfois ceux requis pour le vol aux instruments (IFR).